# Скобка Мояля
В физике, скобка Мояля — это соответствующим образом нормированное антисимметризованное произведение Мояля в фазовом пространстве.
Скобка Мояля была введена в 1940 году Хосе Энрике Моялем, но ему удалось опубликовать свою работу только в 1949 году после долгих споров с Полем Дираком.. В то же время эта идея была независимо высказана в 1946 году Хипом Груневолдом в докторской диссертации.

## Обзор
Скобка Мояля — это способ построения коммутатора наблюдаемых величин в представлении фазового пространства квантовой механики, когда эти наблюдаемые описаны как функции в фазовом пространстве. Она опирается на распределения. Для определения функций на фазовом пространстве с квантовыми наблюдаемыми, наиболее известные из этих распределений задаются преобразованием Вигнера — Вейля. Скобка Мояля лежит в основе динамического уравнения Мояля, что эквивалентна формулировки квантовым уравнениям движения Гейзенберга, тем самым обеспечивая квантовое обобщение уравнения Гамильтона.
Математически, это деформации скобок Пуассона в фазовом пространстве (по сути их расширение), где в качестве параметра деформации выступает приведенная постоянная Планка ħ. Таким образом, её сокращение группы при ħ→0 задаёт алгебру Ли скобок Пуассона.
Вплоть до формальной эквивалентности, скобка Мояля — это уникальная однопараметрическая Ли-алгебраическая деформация скобки Пуассона. Его алгебраический изоморфизм с алгеброй коммутаторов обходит отрицательный результат теоремы Груневолда — Ван Хофа, которая исключает такие изоморфизмы для скобки Пуассона. Этот вопрос косвенно поднимался Дираком в 1926 году в его докторской диссертации: «метод классической аналогии» для квантования.
Например, в двухмерном плоском фазовом пространстве, и для принципа соответствия Вейля, скобка Мояля определяется как,
{\displaystyle {\begin{aligned}\{\{f,g\}\}&{\stackrel {\mathrm {def} }{=}}\ {\frac {1}{i\hbar }}(f\star g-g\star f)\\&=\{f,g\}+O(\hbar ^{2}),\\\end{aligned}}}
где ★ — это оператор звёздочного произведения в фазовом пространстве (см. произведение Мояля), f и g дифференцируемые функций в  фазовом пространстве, а {f, g} их скобка Пуассона.
Более конкретно, это выражение равняется
| {\displaystyle \{\{f,g\}\}\ ={\frac {2}{\hbar }}~f(x,p)\ \sin \left({{\tfrac {\hbar }{2}}({\overleftarrow {\partial }}_{x}{\overrightarrow {\partial }}_{p}-{\overleftarrow {\partial }}_{p}{\overrightarrow {\partial }}_{x})}\right)\ g(x,p).} |
Левая и правая стрелки над частными производными обозначают левую и правую производные. Иногда скобку Мояля называют синус скобкой.
Популярное (Фурье) интегральное представление для него, ввел Джордж Бейкер
{\displaystyle \{\{f,g\}\}(x,p)={2 \over \hbar ^{3}\pi ^{2}}\int dp'\,dp''\,dx'\,dx''f(x+x',p+p')g(x+x'',p+p'')\sin \left({\tfrac {2}{\hbar }}(x'p''-x''p')\right)~.}
Каждому отображению из фазового пространства в гильбертово пространство соответствует характеристическая скобка Мояля (здесь на примере отображения Вейля). Все такие скобки Мояля формально равноправны между собой, в соответствии с систематической теорией.
Скобка Мояля определяет одноименную бесконечномерную алгебру Ли — антисимметричную по своим аргументам f и g, и удовлетворяющую тождеству Якоби.
Соответствующая абстрактная алгебра реализована  Tf ≡ f★, так что
{\displaystyle [T_{f}~,T_{g}]=T_{i\hbar \{\{f,g\}\}}.}
На 2-торе фазового пространства, T 2, то есть с периодическими координатами x и p, каждая задана в полосе [0,2π], и целоечисленными индексами мод mi для базисных функций exp(i (m1x+m2p)), эта алгебра Ли задаётся,
{\displaystyle [T_{m_{1},m_{2}}~,T_{n_{1},n_{2}}]=2i\sin \left({\tfrac {\hbar }{2}}(n_{1}m_{2}-n_{2}m_{1})\right)~T_{m_{1}+n_{1},m_{2}+n_{2}},~}
которое редуцируется до SU(N) для целочисленных N ≡ 4π/ħ. SU(N) возникает как деформация SU(∞), с параметром деформации 1/N.
Обобщение скобки Мояля для квантовых систем со связями второго класса предполагает проведение операции на классах эквивалентности функций в фазовом пространстве,, которые могут рассматриваться как квантовые деформации скобки Дирака.

## Синус скобка и косинус скобка
Рядом с синус скобкой, Груневолд дополнительно ввёл косинус скобку, определяемую по Бейкеру,
{\displaystyle {\begin{aligned}\{\{\{f,g\}\}\}&{\stackrel {\mathrm {def} }{=}}\ {\tfrac {1}{2}}(f\star g+g\star f)=fg+O(\hbar ^{2}).\\\end{aligned}}}
Здесь, опять же, ★ — звёздочное произведение в фазовом пространстве, f и g дифференцируеме функции в фазовом пространстве, а f g — обычное произведение.
Синус и косинус скобки, соответственно, антисимметризованное и симметризованное звёздочное произведения. Таким образом, как синус скобка — отображение Вигнера коммутатора, косинус скобка образ преобразования Вигнера антикоммутатора в стандартной квантовой механике. Точно так же, как скобка Мояля равна скобке Пуассона с точностью до более высоких степеней ħ, косинус скобка равна обычному произведению с точностью до более высоких степеней ħ. В классическом пределе, скобка Мояля упрощается до уравнения Лиувилля (сформулированого в терминах скобки Пуассона), а косинус скобка сводится к классическому уравнению Гамильтона — Якоби.
Синус и косинус скобки также приводят к уравнениям чисто алгебраического описания квантовой механики.